# تعبير مضاد
التعبير المضاد Antilocution i هو شكل من أشكال التحامل الذي يتم فيه إبداء الملاحظات اللفظية السلبية ضد شخص أو جماعة أو مجتمع في مكان عام أو خاص ولا يتم توجيهها مباشرة إلى الهدف. استخدم عالم النفس الأمريكي جوردون أولبورت هذا المصطلح لأول مرة في كتابه لعام 1954، "طبيعة التعصب"، لتصنيف أول درجة من الدرجات الخمسة من الكراهية التي تقيس تجسيد التحامل في المجتمع على أنه تحريف. يشبه تعبير مضاد الخيانة حيث "يتحدث الشخص خلف ظهر شخص ما.”، ولكن تعبير مضاد يتضمن مجموعة تنبذ مجموعة خارجية على أساس متحيز.
إن استخدام المصطلح تعبير مضاد يغطيه مصطلح «خطاب الكراهية»، الذي يحمل معنىً مماثلاً ولكنه لا يضع أي اعتبار لحقيقة أن المجموعة الخارجية غير مدركة للتمييز.

## علم أصول الكلمات
ظهر مصطلح تعبير مضاد لأول مرة في عام 1954 في كتاب «طبيعة التحيز»، وهو كتاب كتبه عالم نفسي أمريكي «جوردون أولبورت». تعبير مضاد هي المرحلة الأولى من مقياس البورت، وهو مقياس لقياس درجة التحيز في مجتمع الفرد. بعد التعبير مضاد، تتمثل المراحل الأكبر من التحيز في التجنب والتمييز والاعتداء البدني والإبادة الجماعية. تعبير مضاد عبارة عن اسم مركب يتكون من كلمة تعبير وكلمة مضاد، للتعبير عن طريقة عكسية لتوظيف أسلوب الكلام.

## وصف
يعتبر التعبير المضاد أقل أشكال التمييز عدوانية ويمثله محادثات للأفراد في مجتمع يتقاسم معهم آراء متشابهة، غالبًا ما تكون منحازة وتؤدي إلى سمعة سلبية لهدف تعبير مضاد. على الرغم من أن هذا النوع من التمييز قد يكون الأقل عدوانية، إلا أنه يمكن أن يكون مدمرًا جدًا ومغير للحياة. أولئك الذين يستخدمون تعبير مضاد قد لا يكونوا على علم أو يعتبرون أنفسهم متورطين في أي عمل تمييزي. ربما يكون تعبير مضاد هو الشكل الأكثر شيوعًا للفعل التمييزي، ويُشار إليه بشكل أكبر على أنه نميمة أو فضائح بسيطة. قد يشعر الشخص بالحاجة إلى الانضمام إلى النقاش والمزاح في حالة استخدام تعبير مضاد من قبل الأغلبية. هذا يمكن أن يخلق مكانًا للأشخاص في الجماعة أو يؤدي إلى انتشار معلومات متحيزة من خلال المجتمع ويمكن أن يؤدي إلى تعديل سلبي في السلوكيات تجاه الاشخاص، وبالتالي سيضع الاشخاص بشكل كبير بطريقة محرومة اجتماعيًا وعقليًا.

## الأسباب والاستخدام والخطر
غالبًا يشارك الأفراد في محادثة ضارة عندما يشعرون بالتهديد وغالبًا يعتمدون على تصورات خاطئة وتحديد نماذج نمطية للاشخاص. غالبًا ما يرتبط تعبير مضاد بحقيقة أن الشخص يُنظر إليه على أنه حالة شاذة بالنسبة للمجموعة، على سبيل المثال، الشخص ربما يكون عضوًا جديدًا وبالتالي لا أحد يعرف الشخص فعليًا، لذا يحكم على الشخص استنادًا إلى تصوراته ونماذجه النمطية، وغالبًا ما يتضمن عنصرية أو تفرقة إثنية أو تفرقة حسب الجنس. معظم الأفراد المشاركين في هذا النوع من السلوك ينكروا أن سلوكهم ضار بأي طريقة، وغالبًا ما يرون ذلك كطريقة التعبير عن آرائهم. هذا النوع من التعامل مع التعبير مضاد خطير جدا لأنه يؤدي إلى انتشار واسع في الأعمال التمييزية تجاه الاشخاص لأن الأفراد المقيمين بذلك لا يشعرون بالذنب. غالبًا تكون هناك حاجة للحقائق لمعارضة المعلومات الخاطئة وخلق تأثير إيجابي في المجتمع تجاه الاشخاص، وإلا ستستمر الآراء في التكاثر وتؤدي إلى مزيد من المفاهيم الخاطئة، مما قد يؤدي في النهاية إلى أشكال أكثر جدية من التمييز ويضر بالاشخاص اجتماعيًا، نفسيا، وحتى جسديا إذا ساءت المشكلة إلى حد ما.